# Estrée-Cauchy
Estrée-Cauchy és un municipi francès situat al departament del Pas de Calais i a la regió dels Alts de França. L'any 2007 tenia 380 habitants.

## Demografia

### Població
El 2007 la població de fet d'Estrée-Cauchy era de 380 persones. Hi havia 131 famílies de les quals 24 eren unipersonals (12 homes vivint sols i 12 dones vivint soles), 37 parelles sense fills, 66 parelles amb fills i 4 famílies monoparentals amb fills.
La població ha evolucionat segons el següent gràfic:
Habitants censats

### Habitatges
El 2007 hi havia 149 habitatges, 140 eren l'habitatge principal de la família i 9 estaven desocupats. 148 eren cases i 1 era un apartament. Dels 140 habitatges principals, 117 estaven ocupats pels seus propietaris, 16 estaven llogats i ocupats pels llogaters i 6 estaven cedits a títol gratuït; 2 tenien una cambra, 3 en tenien dues, 20 en tenien tres, 27 en tenien quatre i 89 en tenien cinc o més. 110 habitatges disposaven pel capbaix d'una plaça de pàrquing. A 53 habitatges hi havia un automòbil i a 71 n'hi havia dos o més.

### Piràmide de població
La piràmide de població per edats i sexe el 2009 era:
| Homes | Edats   | Dones |
| ----- | ------- | ----- |
| 0     | 95 o +  | 0     |
| 0     | 90 a 94 | 4     |
| 0     | 85 a 89 | 0     |
| 8     | 80 a 84 | 4     |
| 12    | 75 a 79 | 16    |
| 4     | 70 a 74 | 16    |
| 0     | 65 a 69 | 0     |
| 0     | 60 a 64 | 4     |
| 8     | 55 a 59 | 0     |
| 24    | 50 a 54 | 12    |
| 28    | 45 a 49 | 20    |
| 8     | 40 a 44 | 12    |
| 4     | 35 a 39 | 16    |
| 12    | 30 a 34 | 8     |
| 16    | 25 a 29 | 12    |
| 0     | 20 a 24 | 8     |
| 4     | 15 a 19 | 4     |
| 12    | 10 a 14 | 12    |
| 16    | 5 a 9   | 4     |
| 8     | 0 a 4   | 4     |

## Economia
El 2007 la població en edat de treballar era de 241 persones, 172 eren actives i 69 eren inactives. De les 172 persones actives 161 estaven ocupades (87 homes i 74 dones) i 11 estaven aturades (7 homes i 4 dones). De les 69 persones inactives 26 estaven jubilades, 21 estaven estudiant i 22 estaven classificades com a «altres inactius».

### Ingressos
El 2009 a Estrée-Cauchy hi havia 136 unitats fiscals que integraven 375,5 persones, la mediana anual d'ingressos fiscals per persona era de 17.765 €.

### Activitats econòmiques
Dels 17 establiments que hi havia el 2007, 4 eren d'empreses de construcció, 5 d'empreses de comerç i reparació d'automòbils, 1 d'una empresa d'hostatgeria i restauració, 1 d'una empresa financera, 1 d'una empresa immobiliària, 4 d'entitats de l'administració pública i 1 d'una empresa classificada com a «altres activitats de serveis».
Dels 4 establiments de servei als particulars que hi havia el 2009, 1 era un taller de reparació d'automòbils i de material agrícola, 2 fusteries i 1 electricista.
L'únic establiment comercial que hi havia el 2009 era una botiga d'electrodomèstics.
L'any 2000 a Estrée-Cauchy hi havia 6 explotacions agrícoles que ocupaven un total de 360 hectàrees.

## Equipaments sanitaris i escolars
L'únic equipament sanitari que hi havia el 2009 era una ambulància.
El 2009 hi havia una escola elemental.

## Poblacions més properes
El següent diagrama mostra les poblacions més properes.